# تل‌گرسنه
تل‌گرسنه، روستایی از توابع بخش زیدون شهرستان بهبهان در استان خوزستان ایران است.تل گرسنه نام کتاب بسیار خواندنی وعبرت اموزی هست...

## جمعیت
این روستا در دهستان درونک قرار دارد و براساس سرشماری مرکز آمار ایران در سال ۱۳۸۵، جمعیت آن ۱۳۶ نفر (۳۰خانوار) بوده‌است.